# Camilla Jane Lea
Camilla Jane Lea (født 1973) er en dansk radiovært på DR. Hun har også optrådt som TV-vært i musikprogrammet Backstage og på DR3 "X-Games" DR2.
Hun kom til DR i 2002, og har bl.a. været musikchef i DR Ung, hvor hun stod for at lancere musikprogrammet Boogie. Derefter har hun været vært på P3, i bl.a. programmer som "Musikterapi på P3" og "Darth Vaders sommerhus" samt Morgenbeatet på P6 Beat.